# Capoplotone
Il capoplotone è il comandante di un plotone una delle unità militari più piccole comandata generalmente da un ufficiale inferiore o da un sottufficiale. Nelle forze armate di alcuni stati il capoplotone è un grado militare, come in Polonia (in polacco plutonowy), dove è un graduato equiparabile ad un caporal maggiore capo o caporal maggiore capo scelto dell'Esercito Italiano, o in Romania, dove è un sottufficiale equiparabile ad un maresciallo dell'Esercito Italiano. 

## Polonia
Nelle Forze armate polacche il capoplotone (in polacco plutonowy) è un grado della categoria dei sottufficiali. Il grado è superiore a caporal maggiore (in polacco starszy kapral) e inferiore a sergente (in polacco sierżant) ed equiparabile al caporal maggiore capo o al caporal maggiore capo scelto dell'Esercito Italiano. Il grado nelle forze armate polacche è presente nell'esercito, nell'aeronautica, nelle forze speciali e nella Forza di difesa territoriale, mentre il grado corrispondente nella marina polacca è Bosmanmat che è presente anche nella Guardia di frontiera, corpo in Polonia paragonabile alla Guardia di finanza italiana.
| Polonia      | Plutonowy     | Plutonowy       | Bosmanmat         |
| Forza armata | Wojska Lądowe | Siły Powietrzne | Marynarka Wojenna |

### Storia
Il grado è stato istituito nelle forze armate polacche nel 1919. Attualmente un sottufficiale nel grado di plutono nella maggior parte dei casi occupa posizioni di comando tra i militari di truppa o posizione di responsabilità nei servizi tecnici, quali responsabile di stazione radio, di centrali elettriche e così via.
Fino al 1967 il distintivo di grado di capoplotone era costituito da tre barrette d'argento. In quell'anno, come parte di una serie di modifiche che riguardavano l'esercito polacco per uniformarsi meglio allo schema sovietico, fu aggiunta una quarta barretta d'argento.

## Romania
Nelle Forțele Armate Române, le forze armate della Romania, capoplotone (in romeno plutonier) è un grado di sottufficiale equiparabile al maresciallo dell'Esercito Italiano. Il grado è superiore a sergente maggiore (in romeno sergent major e inferiore a plutonier major, grado traducibile in italiano con "capoplotone maggiore".
Il grado è comune a tutte le forze armate della Romania.
Il grado di capoplotone si articola su quattro livelli: plutonier, plutonier major, plutonier adjutant e plutonier adjutant principal, traducibili in lingua italiana rispettivamente con "capoplotone", "capoplotone maggiore", "capoplotone aiutante" e "capoplotone aiutante principale". I gradi sono paragonabili nell'Esercito Italiano rispettivamente a maresciallo, maresciallo ordinario, maresciallo capo e primo maresciallo e loro omologhi nelle altre forze armate italiane. In precedenza il grado di plutonier adjutant principal era denominato plutonier adjutant șef, traducibile in italiano in "capoplotone aiutante capo".
Nelle forze armate della Romania sono presenti per i sottufficiali anche i gradi tecnici. Il sottufficiale tecnico viene denominato maiștru militar. I gradi dal più basso al più alto vanno da maiștru militar clasa V, corrispondente al sergente, a maiștru militar principal, corrispondente al plutonier adjutant principal. 
| Plutonier adjutant principal |

| Plutonier adjutant |

| Plutonier major |

| Plutonier |

| Sergent major |

| Sergent |

| Maiștru militar principal |

| Maiștru militar clasa I |

| Maiștru militar clasa II |

| Maiștru militar clasa III |

| Maiștru militar clasa IV |

| Maiștru militar clasa V |